# Erik Nylén
Erik Nylén (ur. 18 października 1918 w Uppsali, zm. 18 grudnia 2017) – szwedzki archeolog. W 1955 r. obronił na Uniwersytecie w Uppsali dysertację na temat przedrzymskiej epoki żelaza na Gotlandii. W 1984 uzyskał tytuł naukowy profesora.
Żonaty z archeologiem Leną Thunmark-Nylén.
Początkowo zajmował się przede wszystkim badaniami stanowisk archeologicznych z epoki żelaza na Gotlandii, w latach 1970–1984 był kierownikiem Riksantikvarieämbetets Gotlandsundersökningar (RAGU) – placówki państwowego urzędu ochrony zabytków zajmującej się badaniami Gotlandii. Był inicjatorem „Projektu Krampmacken” (1983–1985) – przeprawy repliką statku z okresu wikingów z Bałtyku na Morze Czarne.

## Wybrane publikacje
- 1955. Die jüngere vorrömische Eisenzeit Gotlands : Funde, Chronologie, Formenkunde. Uppsala
- 1962. Skatten från Havors fornborg. Próxima Thule. Sverige och Europa under forntid och medeltid. hyllningsskrift till H.M. Konungen den 11 november 1962. Stockholm
- 1972. Gotländischer Runensteinstil. Stockholm
- 1987. Vikingaskepp mot Miklagård - Krampmacken i österled. Stockholm
- 1994. Tuna i Badelunda : guld, kvinnor, båtar 1 & 2. Västerås
- 2005. The Havor hoard : the gold, the bronzes, the fort. Stockholm